# Karshomyia perissa
Karshomyia perissa är en tvåvingeart som beskrevs av Gagne 1973. Karshomyia perissa ingår i släktet Karshomyia och familjen gallmyggor.
Artens utbredningsområde är South Carolina. Inga underarter finns listade i Catalogue of Life.